# Tom Lockyer
Thomas Alun Lockyer (Cardiff, 1994. december 3. –) walesi válogatott labdarúgó, a Luton Town játékosa.

## Pályafutása

### Klubcsapatokban
A Cardiff City és a Bristol Rovers akadémiáján nevelkedett. 2013. január 12-én mutatkozott be a Fleetwood Town elleni bajnoki találkozón a 85. percben Ellis Harrison cseréjeként. 2013 májusában profi szerződést kötött klubjával. 2013. augusztus 31-én megszerezte első gólját a Northampton Town ellen 1–0-ra megnyert bajnoki mérkőzésen. 2014. március 17-én két évvel meghosszabbította a szerződését. 2017. augusztus 19-én 200. tétmérkőzésén lépett pályára a klub színeiben a Bury ellen csapatkapitányként és a 3–2-re megnyert bajnoki mérkőzésen gólt szerzett. A 2018–19-es szezon után lejárt a szerződése.
2019. június 28-án a Charlton Athletic csapatához írt alá két évre. A szezon során csak sérülés miatt hiányzott mérkőzésről, majd a szezon végén távozott. 2020. szeptember 1-jén a Luton Town együtteséhez igazolt. Szeptember 15-én a Reading elleni kupamérkőzésen debütált. 2022. január 25-én első bajnoki gólját a Bristol City ellen szerezte meg.
Lockyer, akkor már a Luton csapatkapitányaként, kezdőként szerepelt a 2023-as másodosztályú rájátszás döntőjében. A tizenegyedik percben összeesett a pályán és kórházba szállították. A Luton megnyerte a mérkőzést és feljutott a Premier League-be, csapattársai mezével ünnepelték a sikert. Rob Edwards, a csapat edzője beismerte, hogy rossz érzés volt ünnepelni azt követően, ami játékosával történt és, hogy Lockyer jóléte volt a legfontosabb. Lockyer június 1-én hagyta el a kórházat, kiderült, hogy pitvarfibrillációt szenvedett a pályán. Átesett egy szívműtéten és ezt követően szerződést is hosszabbított a Lutonnal.
2023 .december 16-án az AFC Bournemouth elleni bajnokin ismét összeesett, szívrohamot szenvedett. A találkozót félbehagyták a 66. percben, 1–1-es állásnál. A Luton kiadott egy közleményt, megerősítve, hogy a játékos stabil állapotban van.

### A válogatottban
2015. október 9-én debütált az U21-es válogatottban Dánia ellen. 2017 júniusában kapott először meghívót a válogatottba, de nem lépett pályára. 2017. november 14-én Panama elleni barátságos mérkőzésen mutatkozott be. A 2020-as labdarúgó-Európa-bajnokságon és a 2022-es labdarúgó-világbajnokságon is részt vett.